# Josepa Abellà Pallàs
Josepa Abellà Pallàs, coneguda com a "Pepa de cal Ribetes" (Montblanc, 1909 - ?) va ser una sindicalista i treballadora del tèxtil catalana.
Va ser una protagonista destacada de la llarga vaga de 1932 a la fàbrica de teixits del senyor Cardús, a la vila de Montblanc. La vaga va resultar exitosa i els treballadors van aconseguir millores salarials i d'altre tipus. Malgrat això, es produí una desavinença entre els treballadors i la direcció local de la CNT, amb la qual van trencar i s'afiliaren majoritàriament a la UGT. Posteriorment, l'any 1936, seguint l'exemple del seu germà, el també sindicalista Joan Abellà Pallàs, s'afilià a les joventuts del PSUC. El 1937, en representació del PSUC, entrà a l'ajuntament. Finalitzada la guerra fou acollida per uns familiars de la Barceloneta (Montblanc), però fou detinguda i empresonada. L'any 1946, després de tornar a Montblanc per fer-se càrrec dels seus pares i ajudar-los en les feines del camp. Des d'aleshores, va compaginar la feina de pagès amb el treball a una fàbrica tèxtil al poble veí de Vilaverd. Llavors es va dedicar a la tasca sindical, com a representant de les treballadores; una tasca que va mantenir fins que es va jubilar.
El setembre de 2018, després que el Ple de l'Ajuntament de Montblanc aprovés nous noms de carrer per al municipi, se li va posar el seu nom a un carrer del seu poble natal.